# Коломб, Филип Хоуард
Филип Ховард Коломб (англ. Philip Howard Colomb; 29 мая 1831, Галловей — 13 октября 1899, Ботли, Гэмпшир) — британский военно-морской теоретик и историк, вице-адмирал (1892).

## Биография
В 1846 году поступил на службу в Королевский военно-морской флот.
Участвовал в колониальных войнах Великобритании и в Восточной войне.
Преподавал морскую тактику и стратегию в военно-морской академии в Гринвиче.

## Теория военно-морской силы
В 1886 году вышел в отставку и стал заниматься научной деятельностью. Известность Коломбу принёс труд «Морская война, её основные принципы и опыт» (1891), в которой рассматривались борьба за обладание морем, дифференциация морской силы и другие вопросы подготовки и ведения войны на море, основанные на анализе исторических событий.
Теорию решающей роли морской силы в войне одновременно с Коломбом выдвинул американский военно-морской теоретик адмирал А. Т. Мэхэн, поэтому в историю теория господства на море вошла под названием «теория Мэхэна — Коломба». Важным во взглядах Коломба является акцент на ведение войны совместными усилиями армии и флота. Теория Мэхэна — Коломба явилась подготовительным этапом в создании целостной научной теории морской войны. Многие её положения были подтверждены опытом двух мировых войн и не утратили своей актуальности в современных условиях.

## Труды
- Военно-морская игра. — Кронштадт, 1880.
- Морская война. — М.—СПб., 2003.